# Stanislaw Stoss
Stanisław Stoss, noto anche come Stanislaw Stwosz e  Stanislas Stack, (Cracovia, 1478 – Norimberga, 1528), è stato uno scultore polacco.

## Biografia
Figlio dello scultore Veit Stoss viene accreditato di essere l'autore del trittico rappresentante San Stanislao, 1504, nel portico meridionale  della  Basilica di santa Maria a Cracovia (particolare residuo) e quello di re Giovanni I Alberto nella cappella della famiglia Czartoryski nella cattedrale di Cracovia. Sua anche una scultura della Dormizione di Maria nella chiesa del Corpus Christi di Biecz.